# Элинор Дэшвуд
Э́линор Дэ́швуд, в зам. Феррарс (англ. Elinor Dashwood) — персонаж и одна из главных героинь романа Джейн Остин «Чувство и чувствительность».
В романе писательница анализирует диссонанс между разумом и чувствами. В этой дисгармонии старшая Элинор представляет собой сдержанную, практичную и чуткую молодую девушку, в отличие от средней сестры Марианны, олицетворяющей чувство. Существует предположение, что характер Элинор списан с любимой сестры Кассандры.

## Характеристика
Элинор обладает живым умом и спокойной рассудительностью, что делает её советником в семейных делах. Зачастую её суждения оказываются более здравыми, нежели миссис Дэшвуд. Матушка искренне любит старшую дочь, хотя порой неосознанно более озабочена сентиментальной Марианной. Чувства и переживания Элинор столь же пылки и глубоки, как у средней сестры, однако она сдерживает их, ведь у общества того времени свои требования к порядочности и выказыванию чувств. Мисс Дэшвуд описана как девушка с очень нежным цветом лица, черты которого отличаются правильностью, и прелестной фигурой. Элинор более вежлива, чем Марианна, хотя в равной степени разделяет отвращение сестры к вульгарным и эгоистичным людям. Сердечная миссис Дженнингс является исключением.
После смерти главы семейства сёстры с матерью должны освободить своё имение Норлэнд-парк в гр. Суссекс и найти другое место жительства. Согласно закону поместье переходит сыну мистера Дэшвуда от первого брака мямле Джону, у которого уже есть роскошный дом. Мужчина женат на эгоистичной Фанни (в дев. Феррарс), та командует мужем по своему усмотрению. Хотя мистер Дэшвуд на смертном одре и вытребовал с сына обещание заботиться о сёстрах и мачехе, жадная Фанни втолковывает ему своё понимание «заботы» — якобы это не означает денежной помощи, а лишь поиск нового жилища, помощь при переезде и передача время от времени рыбы, дичи и прочих таких же подарков. Девушки остаются без приданого и шанса на хороший брак. Элинор влюбляется в Эдварда Феррарса, старшего брата Фанни, но её новый статус и недомолвки молодого человека не позволяют ей надеяться на союз с ним. После того как женщины переезжают в новый дом Бартон коттедж, что в гр. Девоншир (любезно предложенный дальним родственником сэром Джоном Миддлтоном), Элинор берёт на себя ответственность за счета семьи и пытается удостовериться, что они живут в пределах своих средств и не сорят деньгами.
Она сострадательна и внимательна к серьёзному полковнику Брэндону, так как понимает всю безнадёжность его страсти к Марианне.
Её спокойствие и невозмутимое поведение позволяют выносить миссис Дженнингс, дразнящую её таинственным поклонником на букву «Ф», а также держать себя в руках, зная о помолвке Люси Стил и любимого Эдварда. Элинор подавляет свои чувства и прилагает все усилия, чтобы убедить Люси, будто ничего не чувствует к Эдварду.
Мисс Дэшвуд следит за бурно развивающимися отношениями между Марианной и Джоном Уиллоуби, полагая, что сестра слишком открыто и беззаботно принимает знаки внимания, забывая об общественном порицании. Элинор предполагает, что Марианна тайно обручена с Уиллоуби, и потрясена, когда сестра признаётся в обратном.

## Образ в кино и на телевидении

### Кино
| Год  | Актриса               | Роль          | Фильм           | Примечание                                               |
| ---- | --------------------- | ------------- | --------------- | -------------------------------------------------------- |
| 1995 | Эмма Томпсон          | Элинор Дэшвуд | Разум и чувства |                                                          |
| 2000 | Табассум «Табу» Хашми | Совмия        | Разум и чувства | Адаптация в стиле Болливуда                              |
| 2011 | Камилла Белль         | Нора Домингес | Prada и чувства | Современная латиноамериканизированная экранизация романа |

### Телесериалы
| Год  | Актриса       | Роль          | Телесериал / ТВ-шоу |
| ---- | ------------- | ------------- | ------------------- |
| 1950 | Мэдж Эванс    | Элинор Дэшвуд | Разум и чувства     |
| 1971 | Джоанна Дэвид | Элинор Дэшвуд | Разум и чувства     |
| 1981 | Ирен Ричард   | Элинор Дэшвуд | Разум и чувства     |
| 2008 | Хэтти Морахан | Элинор Дэшвуд | Разум и чувства     |